# Banana (Repubblica Democratica del Congo)
Banana è l'unico porto sull'Oceano Atlantico della Repubblica Democratica del Congo.
La città si trova alla foce del Congo nell'Oceano Atlantico a poca distanza dal confine con l'Angola e con l'exclave della Provincia di Cabinda (Angola).